# Leyla Birlik

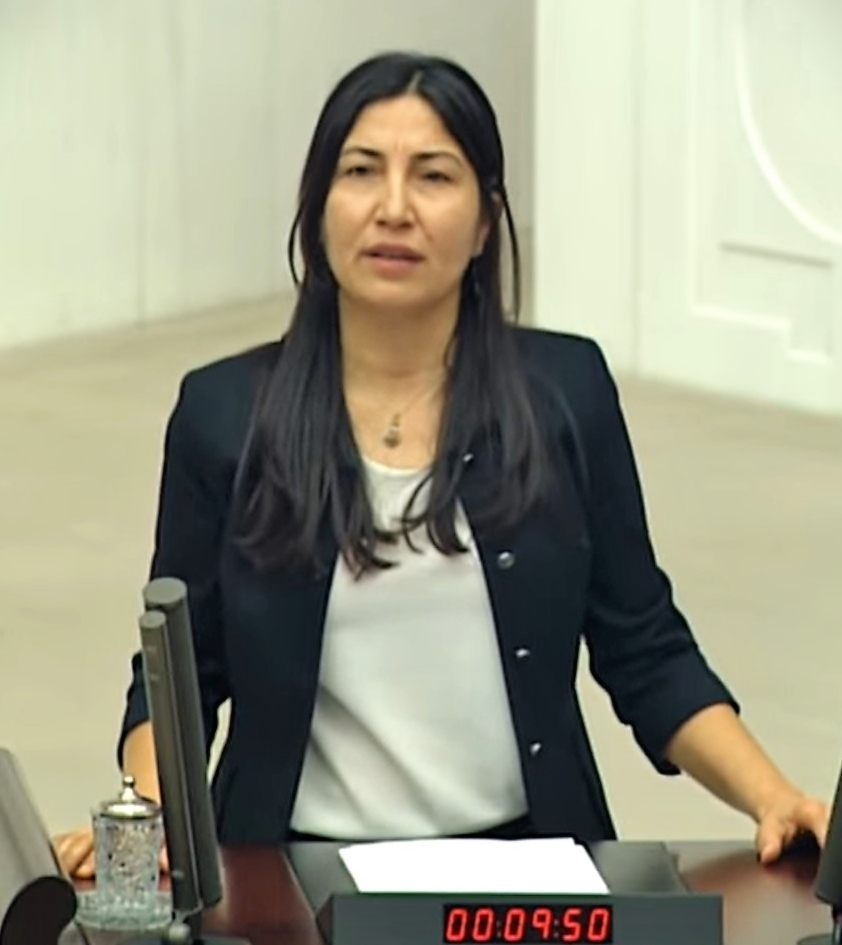
Leyla Birlik, 2017

Leyla Birlik (* 3. März 1974 im Landkreis Derik) ist eine türkische Politikerin der HDP. Sie ist Kurdin und war Abgeordnete des Türkischen Parlaments für Sirnak.

## Leben
Birlik absolvierte das Gymnasium in der Türkei. Sie ist verheiratet und Mutter eines Kindes. Ihr Schwager Hacı Lokman Birlik wurde von Sicherheitskräften getötet und sein Leichnam hinter einem gepanzerten Fahrzeug durch die Straßen geschleift.
Am 4. Mai 2016 wurde Birlik gemeinsam mit ihrem Ehemann festgenommen. Am nächsten Tag wurde sie wieder freigelassen.
Birlik wurde in der Nacht vom 3. auf den 4. November 2016 verhaftet. Am 4. Januar 2017 wurde sie aus der Untersuchungshaft entlassen.
Am 17. November 2016 wollte der österreichische Politiker Peter Pilz Leyla Birlik und andere HDP Abgeordnete besuchen, wurde aber von der Polizei vertrieben. Leyla Birlik wurde im Januar 2017 wegen Beleidigung des Staatsoberhauptes zu 1 Jahr und 9 Monaten Haft verurteilt.
Im August 2018 floh Leyla Birlik nach Griechenland und beantragte Asyl. Am 10. Dezember 2018 berichtete die Nachrichtenagentur Ahval, dass sie zu 18 Monaten Haft verurteilt wurde, weil sie mit der Teilnahme an Kundgebungen im Jahre 2015 gegen das Versammlungsgesetz verstoßen habe.
Im Herbst 2018 floh Birlik weiter nach Deutschland und beantragte dort Asyl, das Mitte 2019 bewilligt wurde. Ende 2019 wurde bekannt, dass ihre Akte durch die Festnahme eines Vertrauensanwalts der deutschen Botschaft in Ankara in die Hände des türkischen Geheimdienstes gelangt war. Der Vorfall sorgte für Kritik über den Umgang mit sensiblen Daten von Schutzsuchenden in deutschen Behörden.